# Аахенски мирен договор (1748)
Вижте пояснителната страница за други значения на Аахенски мирен договор.
Мирният договор от Аахен (на английски: Peace treaty of Aix-la-Chapelle) е сключен на 18 октомври 1748 г. и поставя край на Войната за австрийското наследство. Той е резултат на работата на мирната конференция в германския град Аахен (наричан от французите и англичаните Екс-ла-Шапел) и е подписан от представителите на Великобритания, Франция, Обединените провинции, Испания, Сардиния-Савоя, Хабсбургската монархия, Модена и Генуа. Съгласно клаузите повечето отнети територии са върнати на предишните им собственици, освен Силезия, чието придобиване от Прусия е потвърдено.

## Мирната конференция
Войната за австрийското наследство се състои от няколко отделни конфликта, свързани помежду си. Тя започва със Силезийските войни на Фридрих Велики срещу Хабсбургската монархия, които приключват през 1745 г. Другите бойни полета са в Италия, Нидерландия и в колониите (Индия и Америка). Както обикновено, мирните преговори текат успоредно на военните действия – така например мирни договори и примирия във войната има през 1741, 1742 и 1745 г. Те уреждат отношенията на австрийците с Прусия, Бавария и Саксония, които после не участват при подписването на окончателния договор. От 1746 до началото на 1748 г. англичани и французи водят преговори в холандския град Бреда. Съобразявайки се с военната ситуация, те очертават бъдещия вид на мира. Финалната конференция започва през март 1748 г. в Аахен като преговори между Великобритания и Обединените провинции от една страна и Франция от друга. Още на 30 април се стига до предварително споразумение по точките на мира. Англичаните искат към договора да се присъедини и австрийската ерцхерцогиня Мария Терезия, но тя се съпротивлява поради загубата на Силезия. Това отлага окончателното подписване до октомври.

## Клаузи
Великобритания и Франция налагат вижданията си за мира, договорени в Бреда и потвърдени през април в Аахен.
- Хабсбургската империя признава преминаването на Силезия под властта на Фридрих ІІ, крал на Прусия и херцогствата Парма и Пиаченца под властта на дон Фелипе, син на испанския крал Фелипе V.
- Франция, която през войната е покорила цяла Австрийска Нидерландия и е навлязла на територията на Обединените провинции, превземайки крепостта Берген-оп-Зоом, връща всичко завладяно; Луи ХV отговаря на учудените си дипломати и генерали с думите „Аз съм крал, а не търговец“.[5] Сред народа се появява шеговитата фраза „глупав като мира“, но всъщност този великодушен жест отваря по-късно възможността за съюз между Франция и Австрия (т. нар. Дипломатическа революция).
- Франция трябва да разруши укрепленията на Дюнкерк откъм морето; потвърждаването на тази точка от Утрехтския договор, когато страната е в очевидно силна позиция, също остава неразбран ход на краля, считан дори за унизителен.[6]
- Всички завоевания на Великобритания и Франция в колониите са върнати обратно на старите им собственици. Англичаните връщат град Луисбург на остров Кейп Бретон в Канада, а французите връщат Мадрас в Индия.
- Херцогство Модена и република Генуа, покорени през войната от Австрия, се възстановяват.
- Потвърждава се правото на Великобритания да внася роби от Африка в испанските колонии в Америка (известно с името Асиенто), получено съгласно Утрехтския договор.

През декември 1748 и януари 1749 г. представителите на Австрия, Испания, Сардиния, Модена и Генуа уточняват последните подробности на мира в два допълнителни договора в Ница.

## Последици
„Никога никоя война, в която са се случили толкова важни събития, пролята е толкова много кръв и е струвала толкова много пари, не е завършвала с последствия за участниците толкова близки до първоначалните им позиции. Това беше примирие, не мир.“ Това мнение на проф. Артър Хасъл, изразено в началото на ХХ в., обобщава безсмислието на мирния договор. Изглежда, че правителствата си играят на война, а обикновените хора са просто пешки в надменните им комбинации. Недоволни има навсякъде – в колониите, където англичаните не постигат целта си да отстранят Франция като конкурент по моретата; във Франция, където авторитета на „многообичания“ Луи ХV за първи път започва да спада; в Австрия, която мечтае за реванш срещу Прусия. При толкова много нерешени въпроси не е чудно, че само осем години по-късно започва Седемгодишната война – още по-ожесточена и по-мащабна.